# Hôtel Le Lièvre de la Grange
Hôtel Le Lièvre de la Grange je městský palác v Paříži v historické čtvrti Marais ve 3. obvodu na adrese 4–6, Rue de Barque. Palác je od roku 1953 chráněn jako historická památka.

## Historie
Palác postavil v letech 1731–1733 stavitel Pierre Caqué podle plánů architekta Victora Thierryho Daillye pro Marie-Madeleine Le Lièvre de la Grange. V majetku rodiny Le Lièvre zůstal až do roku 1814. V čísle 6 sídlil na přelomu 19. a 20. století fotografický ateliér. Zahrady byly zrušeny kvůli výstavbě technických budov.
Některé části paláce byly vyhláškou z 18. listopadu 1953 zapsány na seznam historických památek:
- fasáda a střecha na straně do ulice, křídla dveří a kování
- fasáda na straně na nádvoří, zadní fasáda hlavní budovy a fasády bočních budov a jejich střechy
- v interiéru vstup vestibulu, schodiště se zbytky výzdoby a zábradlí z tepaného železa

## Architektura
Palác tvoří dvě sousedící budovy v rokokovém stylu z doby panování Ludvíka XV. Obě corps de logis na ulici jsou v zadní části rozšířena o dvě křídla po stranách velkého nádvoří, které bylo původně rozděleno na dvě části zdí. Palác má dva portály. Nad nimi se nacházejí balkony s konzolami zdobenými sochami – hlavy beranů v č. 4 a vousatých mužů v č. 6. Budovy na nádvoří zdobí maskarony a reliéf labutě. Hlavní schodiště v č. 6 se zábradlím z tepaného železa pochází z doby výstavby paláce.